# NGC 6107
NGC 6107 је елиптична галаксија у сазвежђу Северна круна која се налази на NGC листи објеката дубоког неба.
Деклинација објекта је + 34° 54' 8" а ректасцензија 16h 17m 20,1s. Привидна величина (магнитуда) објекта NGC 6107 износи 13,8 а фотографска магнитуда 14,8. Налази се на удаљености од 111,814 милиона парсека од Сунца. NGC 6107 је још познат и под ознакама UGC 10311, MCG 6-36-14, CGCG 196-24, KUG 1615+350C, near SAO 65201, PGC 57728.